# 辰水
辰水（又名锦江），是中国长江流域的一条河流，汇入沅江左岸，属于沅江水系。河长289千米，流域面积7536平方千米，多年平均流量180立方米每秒。自然落差652米。水能理论蕴藏量50万千瓦。

## 延伸阅读
[在维基数据编辑]
 《欽定古今圖書集成·方輿彙編·山川典·辰水部》，出自陈梦雷《古今圖書集成》